# 中华人民共和国能源政策

中國大部分的能源由煤炭而來。

中國二氧化碳排放成長曲線。

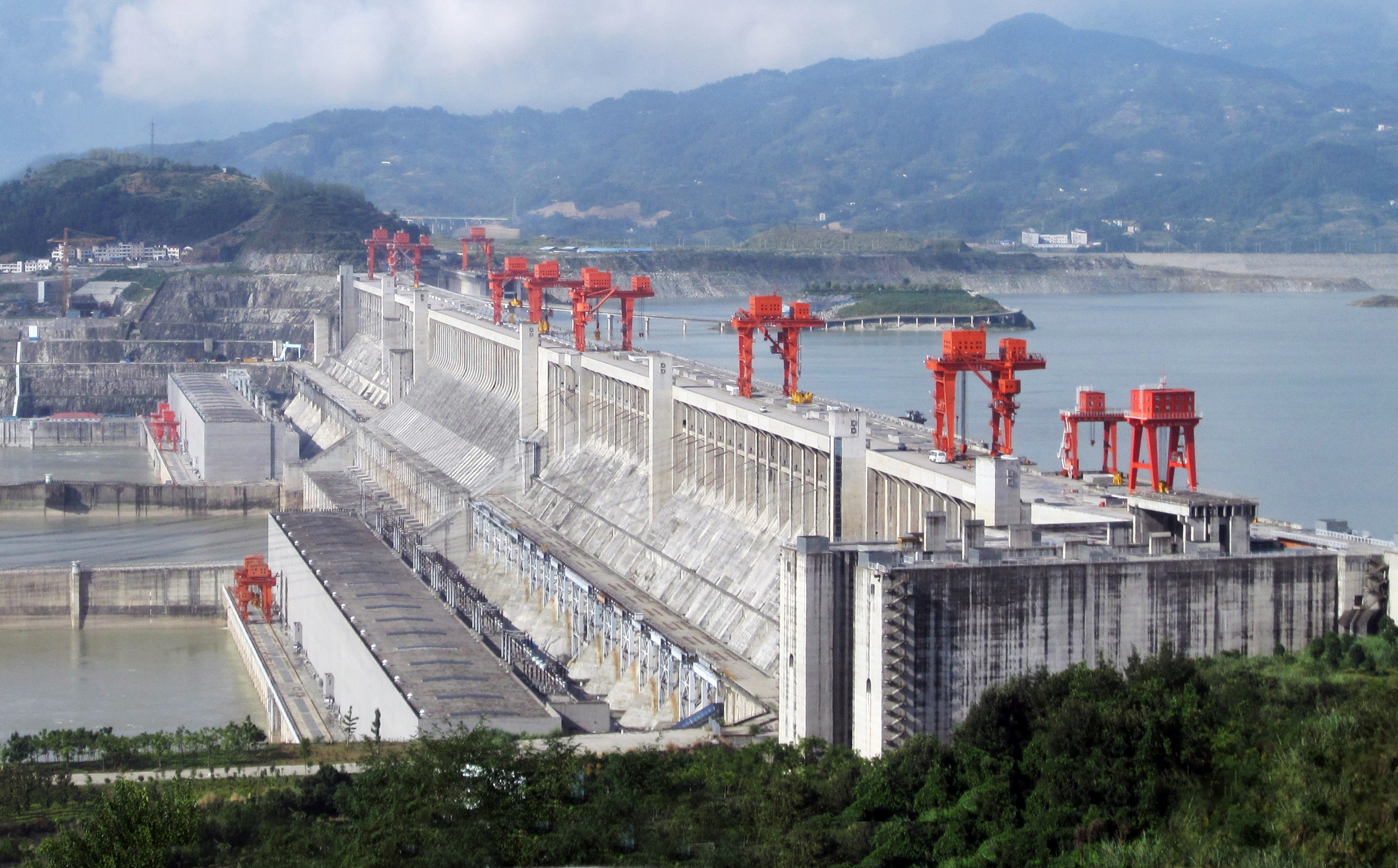
三峽大壩是目前世界上最大的水力發電廠，總發電容量為22.5吉瓦。

中國是世界上最大的能源消費國（參見世界能源供應與消耗）和全球國內生產毛額（GDP）排名在前國家中工業耗用佔比最大的（參見各國GDP產業結構排名），自中華人民共和國於1949年建國以來，確保充足的能源供應以維持其經濟成長一直是該國政府的核心措施。中國自1960年代起開始工業化以來，目前已成為世界上最大的溫室氣體排放國，而中國的煤炭（包括消耗與開採）是導致全球氣候變化的主因之一。然而中國於2010年至2015年期間的單位GDP能耗已下降18%，單位GDP二氧化碳排放量已下降20%。以人均排放量計算，中國於2016年的數字是世界排名第51。中國於2020年的人均二氧化碳排放為7.76噸（日本為8.03噸，參見中華人民共和國），而在2022年的人均排放為8.85噸（參見各國人均二氧化碳排放量列表）。中華人民共和國能源政策（英語：Energy policy of China）與其產業政策有關聯，中國的能源需求管理是由其工業生產目標所決定。
中國嚴重依賴進口石油以滿足國內消費，與輕工業原材料及電氣化的需求，是該國能源政策中的重要成分。電力部門的詳細資訊已包含於2021/22年冬季發佈的十四五規劃中，這將決定該國是否要建造更多燃煤發電廠，而決定全球根據《巴黎協定》所設定的氣候目標是否能夠實現。
中國是世界上最大的可再生能源生產國，也是世界上最大的水力發電、太陽能发电和風能發電國家。

## 概述

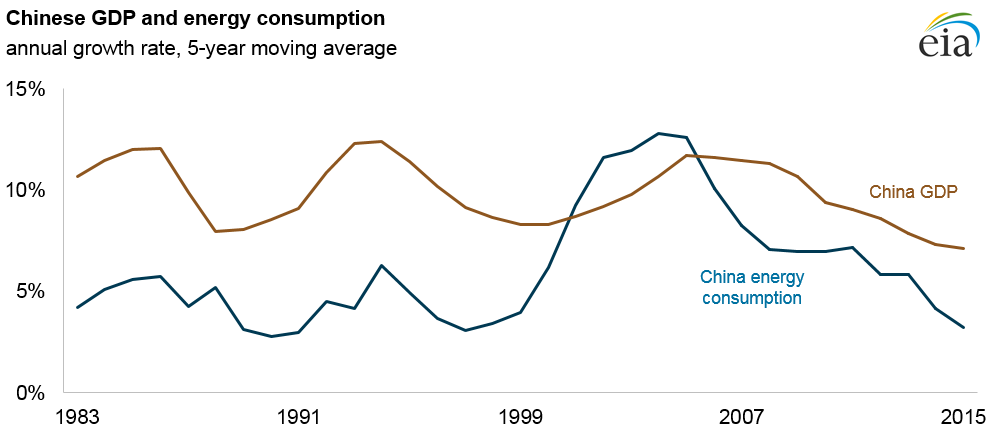
中國自1983年起的GDP成長及能源消耗成長趨勢。

|                                                | 人口數目 (百萬) | 一次能源 1太瓦時（1兆（萬億）瓦時） | 生產 1太瓦時 | 進口 1太瓦時 | 電力 1太瓦時 | 二氧化碳排放 百萬噸 |
| ---------------------------------------------- | --------------- | ----------------------------------- | ------------ | ------------ | ------------ | ------------------- |
| 2004                                           | 1,296           | 18,717                              | 17,873       | 1,051        | 2,055        | 4,732               |
| 2007                                           | 1,320           | 22,746                              | 21,097       | 1,939        | 3,073        | 6,028               |
| 2008                                           | 1,326           | 24,614                              | 23,182       | 2,148        | 3,252        | 6,508               |
| 2009                                           | 1,331           | 26,250                              | 24,248       | 3,197        | 3,503        | 6,832               |
| 2010                                           | 1,338           | 28,111                              | 25,690       | 3,905        | 3,938        | 7,270               |
| 於2004年–2010年期間變化                        | 3.3%            | 50%                                 | 44%          | 272%         | 92%          | 54%                 |
| 百萬噸石油當量 = 11.63太瓦時，香港未包括在內。 |                 |                                     |              |              |              |                     |

## 環境與碳排放

全球各國於2017年的二氧化碳排放數量。

全球各國於2016年的人均二氧化碳排放圖示（基於消費的排放核算）。

中國於1980年至2000年間的排放強度（二氧化碳當量排放量於GDP中佔比）急劇下降。（p. 26）該國於此期間的GDP增加三倍，而能源消耗僅增加一倍。（p. 26）
根據荷蘭環評局於2007年6月19日發佈的資料，初步研究顯示中國在2006年的溫室氣體排放量首度超越美國 - 中國於當年由於使用化石燃料，產生的二氧化碳排放量比2005年增加9%，而美國則下降1.4%。這份研究使用的是BP的能源和水泥生產數據，荷蘭環評局認為數據"相當準確"，同時提出警告說如中國等快速工業化經濟體所提供的統計數據不如經合組織（OECD）國家的數據可靠。
根據《中華人民共和國氣候變化初始國家信息通報（Initial National Communication on Climate Change of the People's Republic of China）》計算，2004年二氧化碳排放量已上升至約50.5億噸，溫室氣體排放總量約為61億噸二氧化碳當量。
中國於2002年在二氧化碳排放大國中排名第二（僅次於美國），排放量為33億噸，佔全球總量的14.5%。2006年，中國超過美國（排放量比美國多8%），成為全球最大的二氧化碳排放國。然而中國於2016年的人均二氧化碳排放量排名為全球第51位，人均排放量為7.2噸（美國的為15.5噸）。此外，估計中國於2005年約有三分之一的碳排放是由製造業出口商品所產生。 
中國於2019年的人均二氧化碳排放略高於全球平均值，與德國的相似，約為美國的二分之一，及約為澳大利亞的三分之一。

### 按部門劃分的能源使用和碳排放
中國的六大工業產業 - 發電、鋼鐵、有色金屬、建築材料、石油加工和化學佔該國能源使用量近70%。
在建築材料領域中，中國於2006年所生產的水泥約佔全球的44%。生產水泥所產生的碳排放量比其他工業製程都多，約佔全球碳排放量的4%。

### 中國應對氣候變化行動計畫
根據中國於2007年6月4日發佈的第一個應對氣候變化國家行動計劃，該國於其後均繼續採取行動以應對氣候變化，是當年全球開發中國家中首個發佈應對氣候變化國家戰略者。但戰略計畫中並沒包含二氧化碳減排目標。估計行動計畫全面實施後，中國到2010年的年度溫室氣體排放量將減少15億噸二氧化碳當量。其他評論家則認為該數字僅為9.5億噸。
這項國家戰略在一次國務院會議中正式宣布，並呼籲政府及國內經濟部門予以落實，同時著手向公眾開展環境保護宣傳活動。
擬議的國家行動計畫包括提高再生能源和核能發電比例、提升燃煤發電廠效率、利用熱電聯產以及進行煤層氣的開發及利用。
而中國的一孩政策已成功將人口增長減緩（減少出生3億人口），若以2005年世界人均排放量4.2噸計算，相當於減少13億噸二氧化碳排放。.

### 十一五規劃
中國從十一五規劃開始，每一個五年計畫都設法讓中國從能源密集型製造業轉向高附加價值產業，並強調低碳經濟作為戰略性新興產業的重要性，特別是在風力發電和太陽能發電領域。.（pp. 26–27） The plan set a national energy intensity target.（p. 54） of a 20% reduction.（p. 167）《十一五規劃》設定把國家能源強度降低20%的目標。（p. 54）此目標是種"約束性指標"， 在整個規劃過程中都受到強調。（p. 167）政策制定者將減排和節能視為本次五年規劃下環境問題中的最優先事項。（p. 136）

### 十二五規劃
十一五規劃中排放和節能目標均已達成，強化政策制定者在設定十二五規劃的信念，而擴大採用約束性目標的做法。（p. 136）
國務院於2012年1月發佈《控制温室氣體排放工作方案的通知，國發 〔2011〕 41號》報告，確立於2015年將能源強度再降低17%，單位GDP能耗降低16%的目標（相對於2010年的水平）。為位於廣東省、上海市、江蘇省、浙江省和天津市等最發達和重工業最密集的地區設定更高的減排目標。中國也計劃在2015年達成非化石能源在該國一次能源需求中佔比為11.4%的目標。
十二五規劃還將試行興建一批低碳開發區和低碳住宅社區，希望在企業和消費者群體中造成產業集群效應。
為促進碳交易及擴大協助評估排放目標，以符合《巴黎協定》在透明度方面的要求，《十二五規劃》將溫室氣體排放監測體系改善。（p. 55）在中國的五年規劃中，碳交易首次於十二五規劃中納入。（p. 80）
十二五規劃也設定開發特高壓輸電（UHV）走廊，以將再生能源從發電點到消費點的網絡整合。（pp. 39–41）
中國政府也在未來將把溫室氣體排放數據納入其官方統計報告中。

### 碳交易方案
另外，發改委於2012年1月13日宣布將北京市、天津市、上海市、重慶市、深圳市、湖北省、廣東省等地成為首批參與限額和交易（cap-and-trade）碳交易計劃的試點省與市，採用與歐盟排放交易體系（EU ETS）類似的運作方式。此碳交易體系是2009年在北京市、上海市和天津市進行自願性碳交易實驗失敗後所實施者。
根據《日本經濟新聞》日經中文網於2024年5月14日刊出的新聞，表示"碳交易價格徘徊在最高位。4月下旬達到每噸100元人民幣，創下歷史新高，目前仍保持在高位。"

## 化石燃料

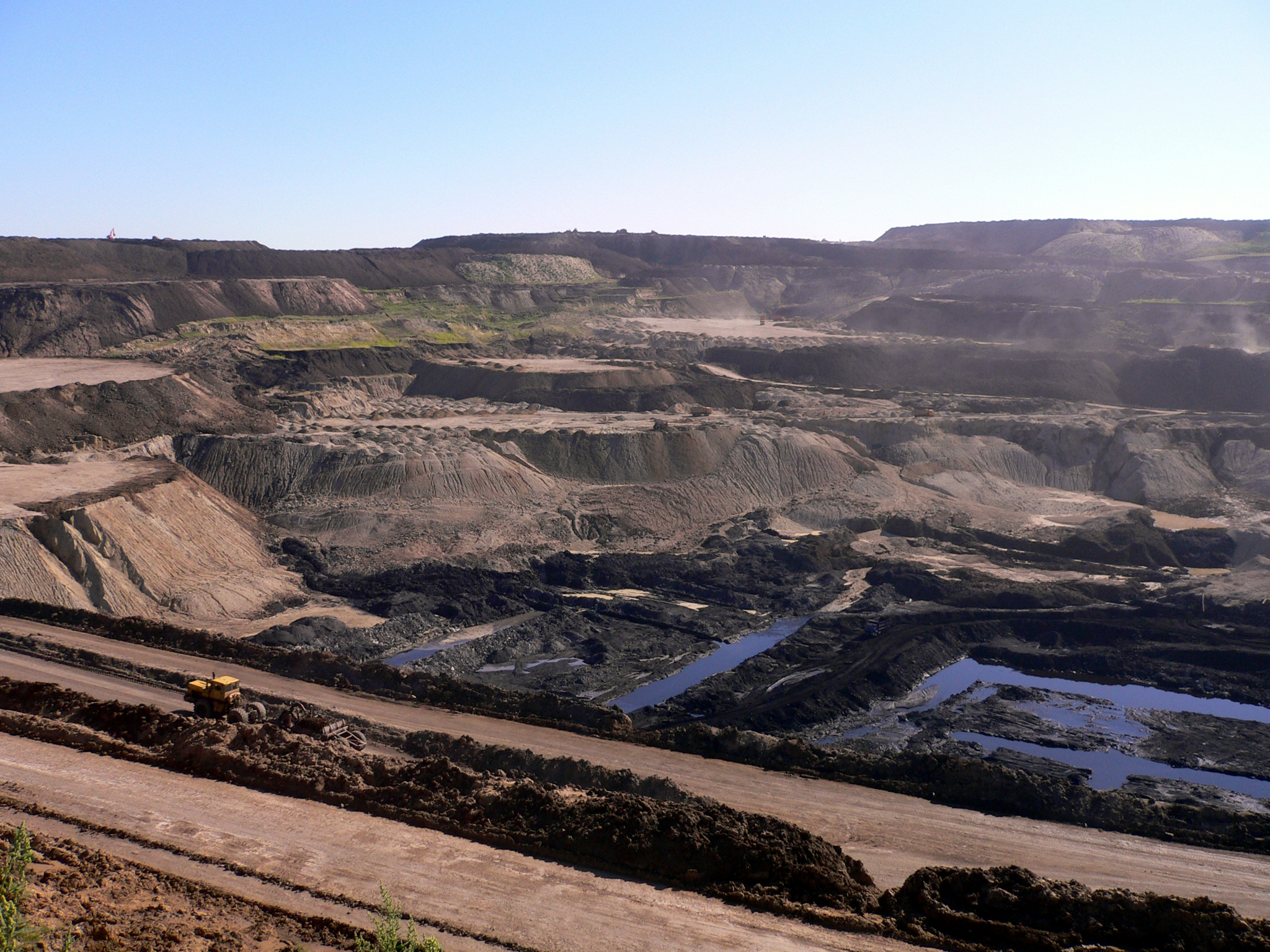
一處位於中國內蒙古自治區海拉爾區的露天開採煤礦。

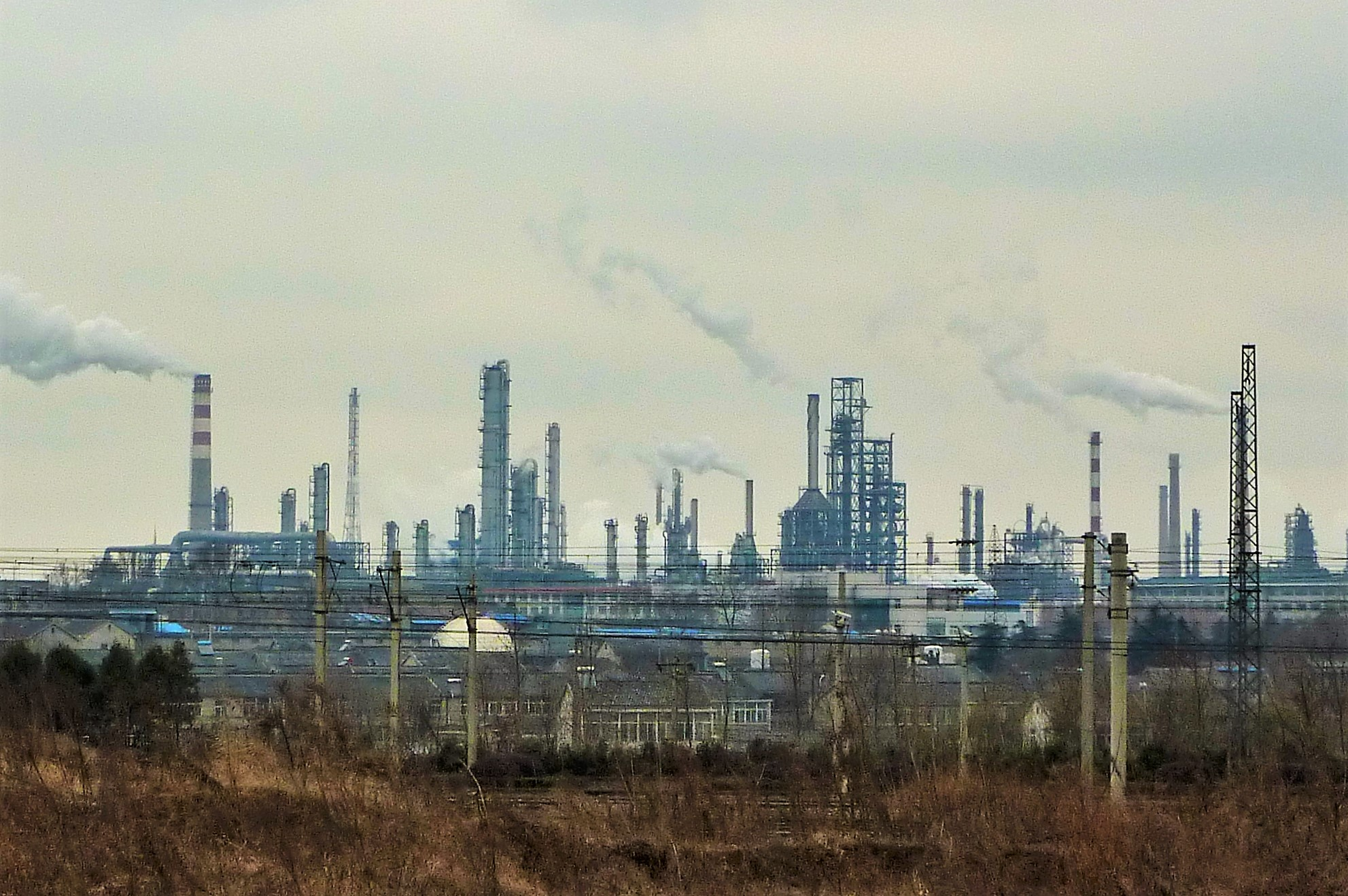
位於南京市棲霞區的南京金陵石化有限公司煉油廠。

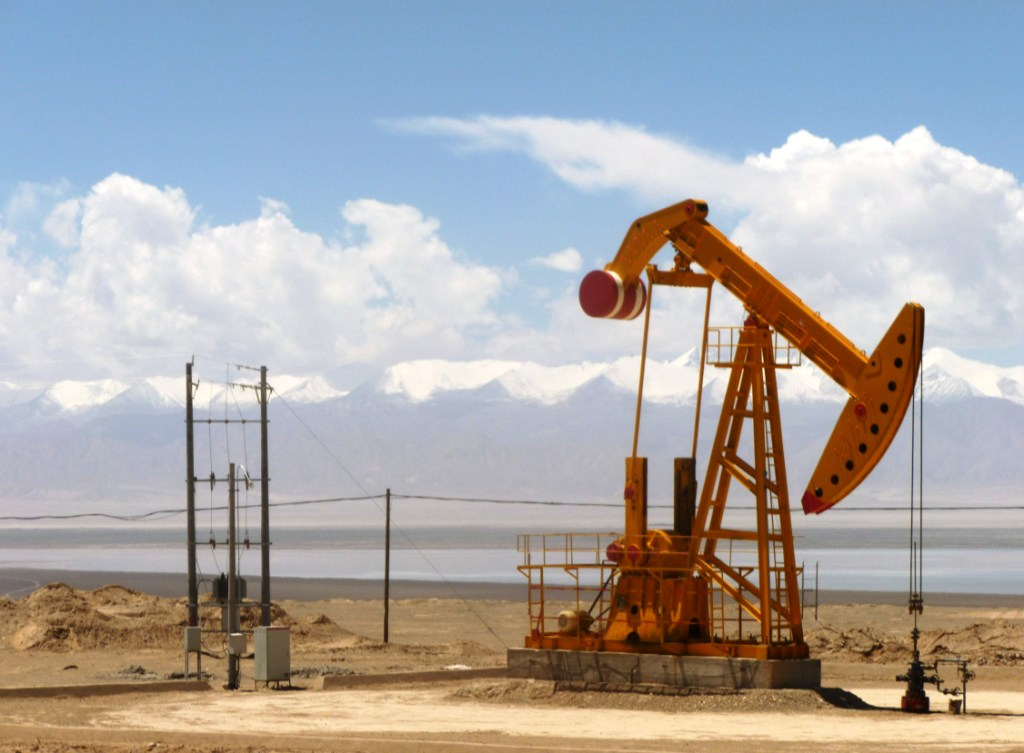
位於青海省柴達木盆地的油井。

### 煤炭
|            | 開採  | 淨進口 | 可用數量 |
| ---------- | ----- | ------ | -------- |
| 2005       | 2,226 | -47    | 2,179    |
| 2008       | 2,761 | nd     | 2,761    |
| 2009       | 2,971 | 114    | 3,085    |
| 2010       | 3,162 | 157    | 3,319    |
| 2011       | 3,576 | 177    | 3,753    |
| 2015       | 3,527 | 199    | 3,726    |
| 不包括香港 |       |        |          |

煤炭仍是中國的能源基礎，提供中國近70%的一次能源需求，佔發電用燃料的80%。中國自行生產和消耗的煤炭比其他國家為高。一份於2016年發表的分析顯示中國的煤炭消費似乎在2014年達到峰值。據非政府組織全球能源監測稱，由於中國發電容量過剩，該國對2019年建成的燃煤發電廠中的40%設有發電時間限制。
中國於2023年新增的燃煤電廠裝置容量達47.4吉瓦，約佔全球同類增量的三分之二。這種擴張規模是2015年以來全球中最大的年度燃煤發電容量增幅。

### 石油
中國於2009年的石油供應量為4,855太瓦時，佔世界供應量的10%。
雖然中國仍是主要的原油生產國，但在1990年代即開始成為淨石油進口國。當時因需求成長快於國內產量成長，中國於1993年首次開始大量依賴進口石油。該國於2002年的原油年產量為12.98億桶，原油消費量為16.7億桶。 中國於2006年進口原油1.45億噸，佔國內石油消費總量的47%。到2014年，中國每日進口約700萬桶石油。而中國在2023年每日進口1,1300萬桶石油，比2022年高出10%。中國國內石油市場由中國石化、中石油和中國海洋石油三家國有石油公司主導。
中國於2008年6月20日宣佈計畫提高汽油、柴油和航空煤油價格。鑑於全球石油價格趨勢，維持高額補貼將難以為繼
全球於2010年的主要石油生產國為 - 俄羅斯502百萬噸（13%）、沙烏地阿拉伯471百萬噸（12%）、美國336百萬噸（8%）、伊朗227百萬噸（6%）、中國200噸（5%）、加拿大 159百萬噸(4%)、墨西哥144百萬噸(4%)及阿拉伯聯合大公國129百萬噸(3%)。世界石油產量從2005年到2010年期間增加1.3%，從2009年到2010年期間則增加3.4%。

### 天然氣

根據美國中央情報局發表的2014年《世界概況》，世界各國已探明的天然氣儲量（灰色代表無儲量，藍色由淺到深，最深的儲量為大於/等於10,000立方公里。）

中國於2009年的天然氣供應量為1,015太瓦時，佔世界供應量的3%。
中國於2010年的天然氣產量在世界排名第七。
中國於2022年是世界第三大天然氣消費國，僅次於美國與俄羅斯。該國於近期連續六年均增加國內產量（增加100億立方米），於2022年的產量為2,201億立方米，可滿足59%的國內需求。該國於2021年的產量僅能滿足55%的國內需求。
前述三家國營石油公司（中國石化、中石油及中國海洋石油）均活躍於上游的天然氣開採、液化天然氣進口和中游的管道輸送。支線管道和城市內管網由中國燃氣控股、新奧能源、港華智慧能源、北京控股和崑崙能源等城市燃氣公司營運。
中國國務院於2013年9月發布的《大氣污染防治行動計劃》揭示政府希望提高天然氣在中國能源結構中比重。中國與俄羅斯於2014年5月簽署一項為期30年的協議，由後者每年輸送380億立方公尺天然氣給中國。架設中俄東線天然氣管道（有Power of Siberia之稱）的目的在減少中國對煤炭的依賴，煤炭比天然氣會產生更高的碳排放，污染也更大。擬建的從俄羅斯西西伯利亞石油盆地到中國西北部的天然氣管線稱為阿爾泰天然氣管道（也稱為Power of Siberia 2）。
美國天然氣生產商Venture Global LNG於2021年11月與中石化簽署一份為期20年的液化天然氣供應合約。中國由美國進口的天然氣將因此增加一倍以上。

## 發電

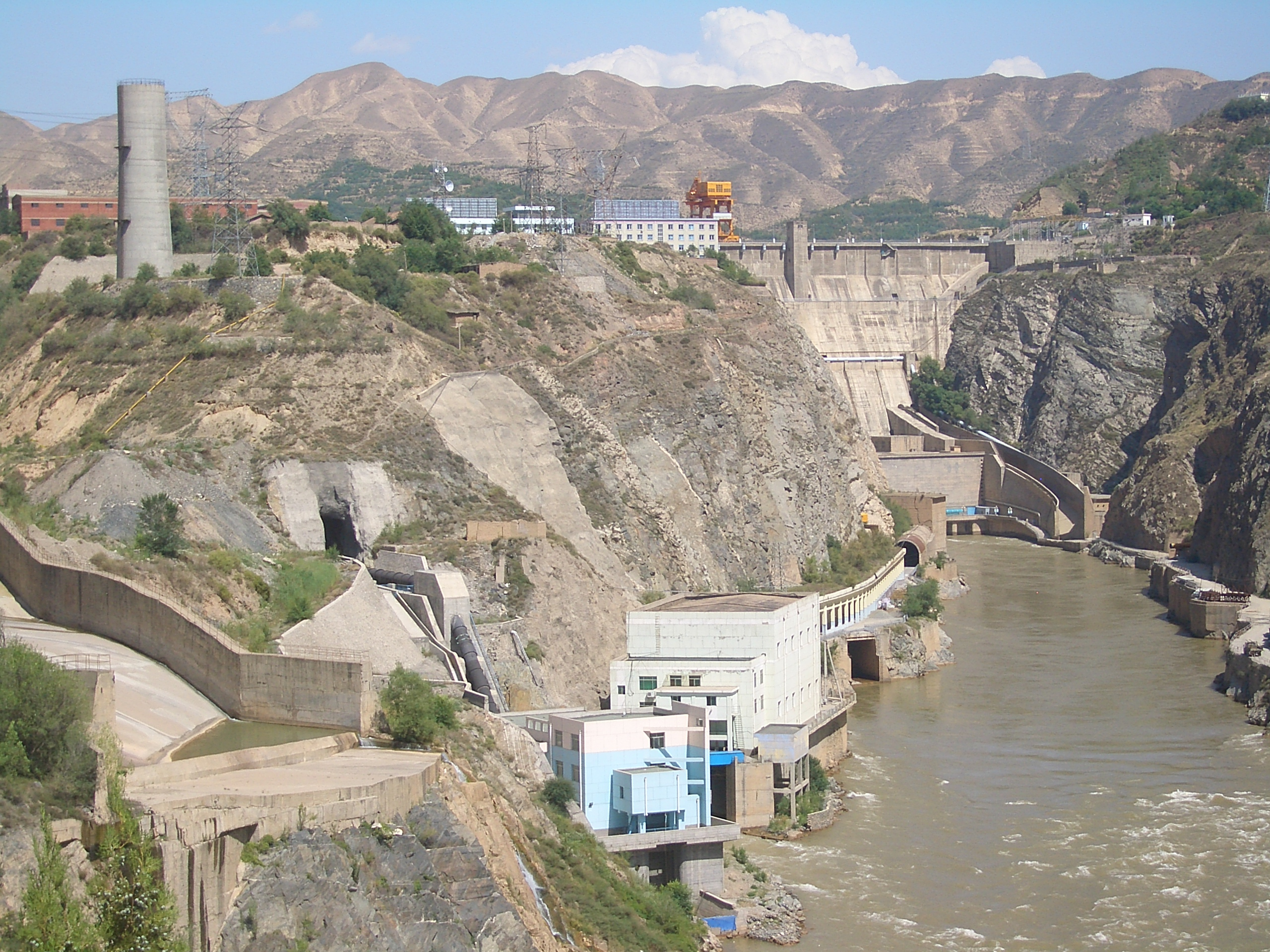
位於甘肅省的劉家峽水電站。

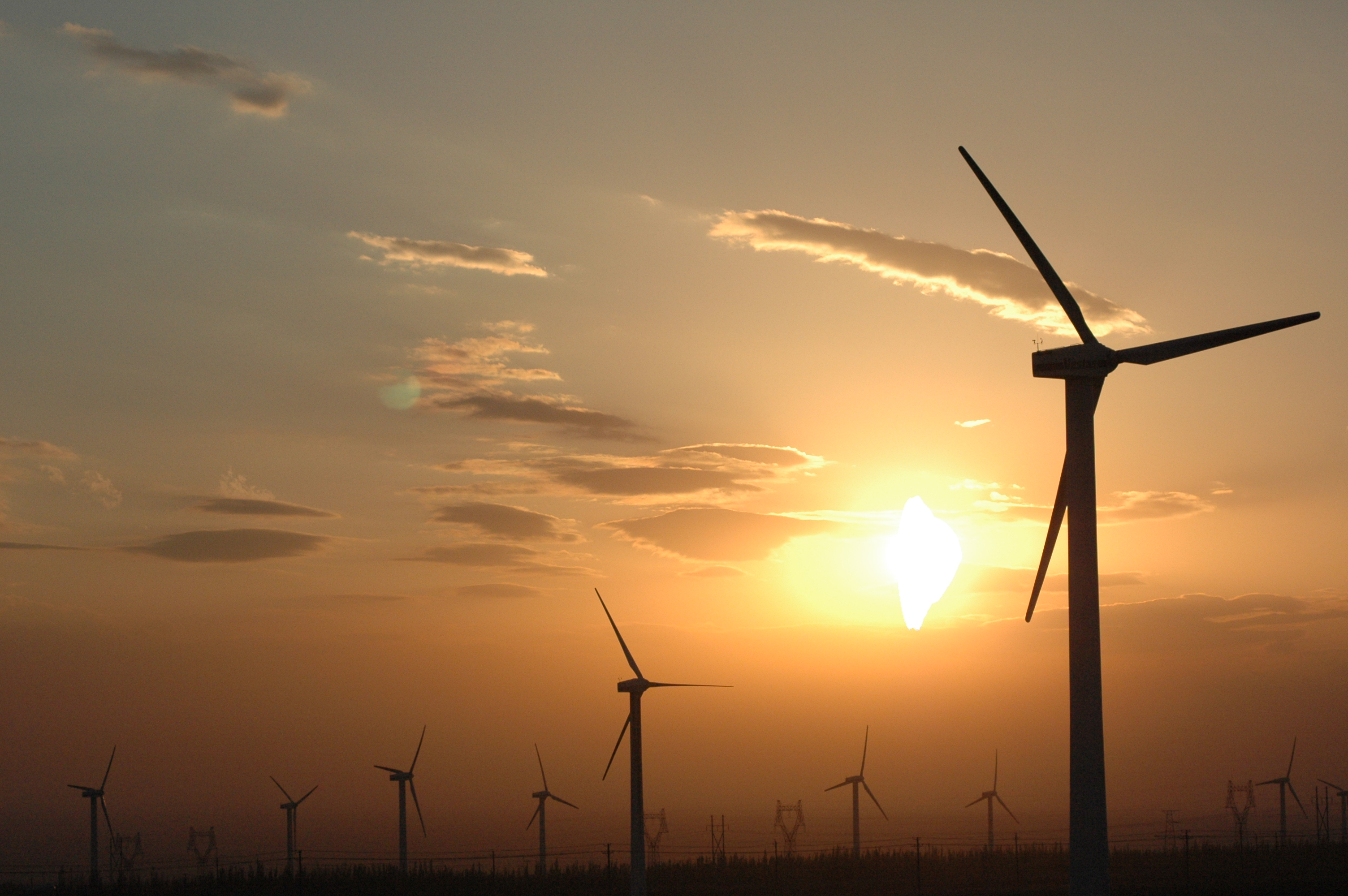
位於新疆維吾爾自治區的風力發電廠。

中國於2013年的年發電量為53,980億千瓦時，年用電量為53,800億千瓦時，裝置容量1,247吉瓦，均為世界第一。
迄2021年，中國的發電量仍是世界排名第一。（約為美國的兩倍，參見各國發電量列表）
2013年的發電總量比2009年的37,146.5兆千瓦時為高，,2009年用電量為36,430億千瓦時（世界第二）當年總裝置容量為874吉瓦。中國正在興建有史以來最大型超高壓長距離輸電項目，目標是在2015年至2020年期間實現全國電網一體化。

### 煤炭
中國於2015年有73%的電力由燃煤發電廠提供，較2007年81%的高峰有所下降。
中國於近年又增加燃煤發電容量，且持續建造新的燃煤發電廠。中國於同期已關掉一批老舊燃煤發電廠（約有7吉瓦裝置容量）。
|        | 燃煤發電 | 所有能源發電 | %   |
| ------ | -------- | ------------ | --- |
| 2004年 | 1,713    | 2,200        | 78% |
|        |          |              |     |
| 2007年 | 2,656    | 3,279        | 81% |
| 2008年 | 2,733    | 3,457        | 79% |
| 2009年 | 2,913    | 3,696        | 79% |
| 2010年 | 3,273    | 4,208        | 78% |
| 2011年 | 3,724    | 4,715        | 79% |
| 2012年 | 3,850    | 4,937        | 78% |
| 2013年 | 4,200    | 5,398        | 78% |
| 2014年 | 4,354    | 5,583        | 78% |
| 2015年 | 4,115    | 5,666        | 73% |

全球燃煤發電廠裝置容量於2024年達到創紀錄的2,130吉瓦，其中中國新建燃煤電廠有70吉瓦，幾乎是世界其他國家新建總和的20倍。中國此舉導致全球煤炭運輸船隊噸位因此增加2%，其主要目的是為強化中國的能源安全。然而全球正在減少煤炭的消耗，此種成長凸顯出與中國氣候目標有明顯的衝突。而印尼和印度的燃煤發電產能也有所成長，是2019年以來中國以外國家首次出現的成長。

### 再生能源
中國於全球再生能源的生產居領先地位，裝置容量為152吉瓦。中國在近年對再生能源領域進行大量投資。 於2007年的投資總額為120億美元，僅次於德國。中國於2012年投資於清潔能源的金額為651億美元（比2011年增加20%），佔二十大工業國投資總額的30% - 包括佔全球太陽能發電投資的25%（312億美元）、佔全球風能發電投資的37%（272億美元），以及佔全球"其他再生能源"（小型水力、地熱能、海洋能和生物質能）投資的47%（63億美元）。已安裝的清潔發電容量有23吉瓦。
中國於2006年約有7%的能源來自再生能源，目標是到2010年升至10%，到2020年升至16%。中國主要的再生能源是水力發電。 中國於2009年的水力發電總量為615.64太瓦時，佔總發電量的16.6%。中國已擁有世界上最大的水力發電能力，三峽大壩是目前世界上最大的水力發電廠，總發電容量為22.5吉瓦。從2012年5月起已全面投入營運。
中國於2022年新增的太陽能發電裝置容量幾乎與世界其他地區的總和相同，到2023年，新增的太陽能發電裝機容量又比前一年翻了一倍，新增風力發電裝置容量增加了66%，新增儲能容量幾乎翻了四倍。但目前中國的電力仍有70%是來自燃燒化石燃料。
中國也是最大的風力發電機（於2022年佔全球裝置容量的60%）和太陽能光電模組（於2023年佔全球出口量的80%）製造國。

### 核能發電

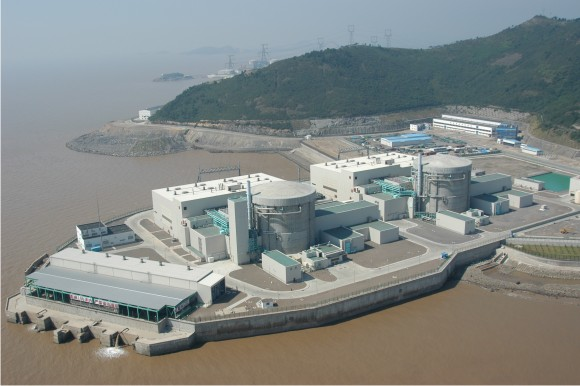
位於浙江省的秦山核電廠。

中國於2012年擁有核能發電機組15座，總裝置容量11吉瓦，總發電量548億千瓦時（度），佔全國總發電量的1.9%。 迄2023年初，中國的核能發電已佔全國發電量的5%。
中國核能發電機組於2013年增加到17座。該國計畫增加核能發電容量和發電比例，到2020年讓總發電量分別達到86吉瓦和4%。計劃到2030年將增加到200吉瓦，到2050年增加到400吉瓦。中國於2016年有32座反應爐在建中，數量位居世界第一。
迄2023年，中國尚有21座反應爐在建造中（是世界其他國家建造中總數的2.5倍），裝置容量為21.61吉瓦。

### 農村電氣化
中國繼2005年完成送電到鄉計畫後，再度推動送電到村計畫，預定在2010年為10,000個村莊的350萬戶家庭提供再生電力。然後在2015年以再生電力完成全國的鄉村電氣化。

## 再生能源
中國目前的再生能源大部分來自水力發電，但其他再生能源也正在快速發展中。中國於2006年的再生能源投資總額達100億美元，僅次於德國。
中國目前也是世界上轉移清潔能源技術予開發中國家的主要國家。（p. 4）

### 生物能源

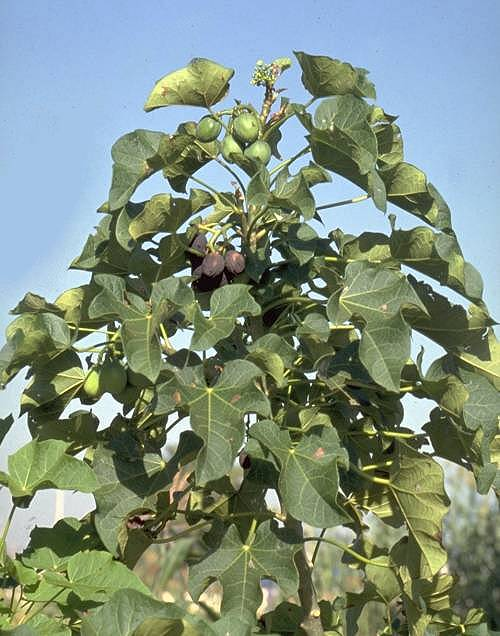
中國透過種植桐油樹以提煉生物柴油之用。

中國於2006年曾使用1,600萬噸玉米被用來生產第一代生物燃料（乙醇）。然而由於該國在2007年發生食品價格大幅上漲，而決定禁止進一步擴大使用玉米製造乙醇燃料。
同年2月7日，國家林業和草原局發言人宣布撥出13萬平方公里（5萬平方英里）的土地種植桐油樹以生產生質柴油。地方政府也在開發使用油籽生產生物燃料的計畫。有人擔心這種發展可能會導致環境破壞。
英國《每日電訊報》於2018年報導中國的生物燃料產業進一步崛起。當地人似乎對使用廢棄物製造生物燃料（即生質柴油、綠色噴射機燃料...）有甚大的興趣。

### 太陽能
中國已是全球最大的太陽能源消費國，也是最大的太陽能熱水器生產國，佔世界此類產品的60%，已安裝的總數估計為3,000萬戶。中國的太陽能光電發電也在快速發展中。 該國於2007年太陽能光電發電量為0.82吉瓦，僅次於日本。
中國的第六個五年計畫（1981-1985）首度提出政府對太陽能光電模組製造予以政策支持。（p. 34）此後每個五年計畫均提出相同的措施。（p. 34）
中國政府於2009年宣佈的"金太陽示範工程"計畫包含多項開發和項目，成為中國發展太陽能技術的里程碑。其中包括與賽維太陽能（LDK）簽署的500兆瓦太陽能專案協議、宏威科技在河南省利用其專有太陽能技術開發的新型薄膜太陽能發電廠以及由總部設於美國的第一太陽能和鄂爾多斯市領頭的沙漠太陽能發電廠專案。中國國家主席胡錦濤於2009年9月22日在紐約市聯合國氣候變化大會上發表演說，承諾中國計劃於10年內將會有15%的能源來自再生能源，進一步確定中國推動再生能源利用。中國在住房、建築物和汽車中均開始使用太陽能。
由於太陽能發電是種優秀的分散式電源，中國最近的重點是擴大太陽能發電普及率，俾便太陽能電力可在發電當地使用，毋須長距離傳輸。（p. 34）

### 風力

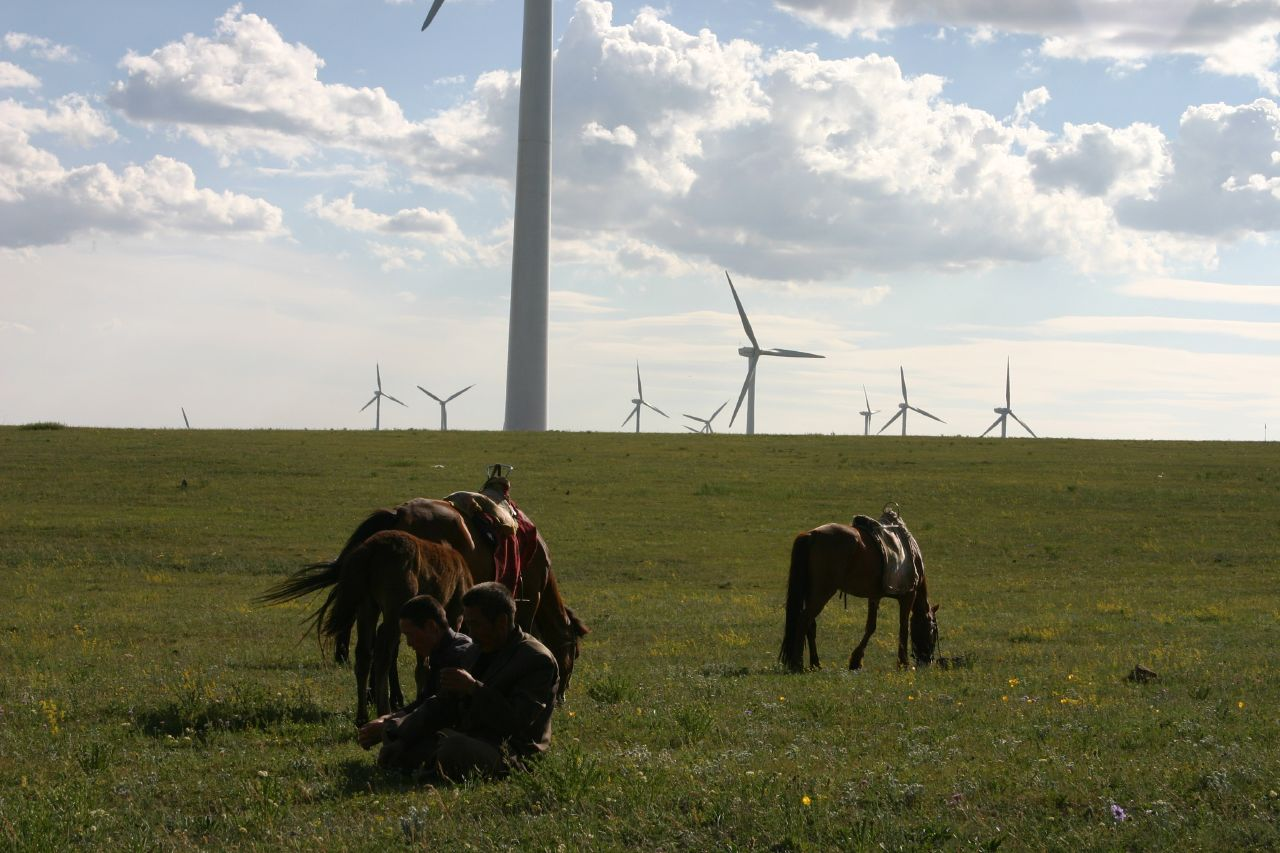
位於內蒙古自治區輝騰錫勒草原的風力發電廠。

中國於2006年的風力發電總裝置容量達2.67吉瓦，到2010年達到44.7吉瓦。在2020年已達281吉瓦，比前一年增加71.6吉瓦。

## 節能

### 整體計畫
中國政府官員受到警告說，違反節約能源及環保法律將導致刑事訴訟，而官員和企業領導人未能實現賦予的目標時將會被記入其績效記錄中。.
當中國於2006年能源強度降低4%目標的達成率不及一半時，該國所有公司以及地方和國家政府單位都被要求在2007年6月30日之前提交詳細的改善計畫。在十一五計規劃（2006年-2010年）的前四年，能源強度改善率達到14.4%，但進度在2010年第一季度急劇下降。中國於2010年8月宣佈到2010年9月30日前要關閉2,087家鋼鐵廠、水泥廠和其他高耗能工廠。當時普遍的勞動力短缺情況將工廠關閉帶來的負面影響減緩，大部分下崗的工人容易於別處找到工作。

### 供暖和空氣調節
國務院於2007年6月3日發佈通知，限制公共建築於夏季空調溫度不低於26°C (78.8°F)，冬季供暖溫度不高於20°C (68°F)。低效率的空調機組不得銷售。

## 輿論
根據聯合國開發計畫署於2007年6月5日發布的第一屆年度世界環境審查，在中國的調查結果（根據1,024人的樣本，其中50%為男性）如下：
- 88%的人對氣候變化表達擔憂。
- 97%的人認為政府應該採取更多措施來應對氣候變化。
- 63%的人認為中國過度依賴化石燃料。
- 56%的人認為中國過度依賴進口石油。
- 91%的人認為至少25%的電力應由再生能源產生。
- 61%的人對核能發電安全性表達擔憂。
- 79%的人對開發中國家排放的二氧化碳數量表達擔憂。
- 62%的人認為已開發國家要求開發中國家限制二氧化碳排放為恰當。

中國青年報和英國文化協會於2007年8月發表的另一項調查（對2,500名中國人進行抽樣調查，受訪者平均年齡30.1歲）。結果顯示80%的中國年輕人對於氣候變化表達擔憂。